# 명노승
명로승(明魯昇)은 대한민국 제45대 법무부차관이다.  2002년 11월 18일부터 2003년 3월 11일까지 대한민국 제45대 법무부차관을 지냈다.   